# Finale de la Coupe des villes de foires 1965-1966
La finale de la Coupe des villes de foires 1965-1966 est la 8e finale de la Coupe des villes de foires. Elle prend la forme d'une double confrontation aller-retour prenant place le 14 septembre et le 21 septembre 1966, respectivement au Camp Nou de Barcelone, et à La Romareda de Saragosse, tous deux en Espagne.
Elle oppose les deux équipes espagnoles du CF Barcelone et du Real Saragosse. Au terme des deux rencontres, les Barcelonais s'imposent sur le score cumulé de 4 à 3 (0-1 à l'aller, 4-2 au retour après prolongations) et remportent la Coupe des villes de foires pour la troisième fois.

## Parcours des finalistes
Note : dans les résultats ci-dessous, le score du finaliste est toujours donné en premier (D : domicile ; E : extérieur).
| CF Barcelone       | CF Barcelone | CF Barcelone | CF Barcelone | CF Barcelone |                     | Real Saragosse       | Real Saragosse | Real Saragosse | Real Saragosse | Real Saragosse |
| ------------------ | ------------ | ------------ | ------------ | ------------ | ------------------- | -------------------- | -------------- | -------------- | -------------- | -------------- |
| Adversaire         | Total        | Aller        | Retour       | Appui        | Tour                | Adversaire           | Total          | Aller          | Retour         | Appui          |
| DOS Utrecht        | 7 - 1        | 0 - 0 (E)    | 7 - 1 (D)    |              | Premier tour        | -                    | -              | -              | -              | -              |
| Royal Antwerp      | 3 - 2        | 1 - 2 (E)    | 2 - 0 (D)    |              | Second tour         | Shamrock Rovers      | 3 - 2          | 1 - 1 (E)      | 2 - 1 (D)      |                |
| Hanovre 96         | 4 - 4 a      | 1 - 2 (E)    | 1 - 0 (D)    | 1 - 1 ap     | Huitièmes de finale | Heart of Midlothian  | 6 - 5          | 3 - 3 (E)      | 2 - 2 (D)      | 1 - 0          |
| Espanyol Barcelone | 2 - 0        | 1 - 0 (D)    | 1 - 0 (E)    |              | Quarts de finale    | Dunfermline Athletic | 4 - 3          | 0 - 1 (E)      | 4 - 2 (D)      |                |
| Chelsea FC         | 7 - 2        | 2 - 0 (D)    | 0 - 2 (E)    | 5 - 0        | Demi-finales        | Leeds United         | 5 - 3          | 1 - 0 (D)      | 1 - 2 (E)      | 3 - 1          |

a : vainqueur décidé par tirage au sort.

## Matchs

### Match aller
| Titulaires : |                     |  |
|              |                     |  |
| 1            | Salvador Sadurní    |  |
|              | Julio César Benítez |  |
|              | Eladio Silvestre    |  |
|              | Ramón Montesinos    |  |
|              | Francisco Gallego   |  |
|              | Antoni Torres       |  |
|              | Pedro Zaballa       |  |
|              | Lucien Muller       |  |
|              | José Antonio Zaldúa |  |
|              | Josep Maria Fusté   |  |
|              | Luis Vidal          |  |
|              |                     |  |
| Entraîneur : |                     |  |
| Roque Olsen  |                     |  |

| Titulaires :     |                            |  |
|                  |                            |  |
| 1                | Enrique Yarza (en)         |  |
|                  | José Ramón Irusquieta (en) |  |
|                  | Severino Reija             |  |
|                  | Antonio Pais               |  |
|                  | Paco Santamaría            |  |
|                  | José Luis Violeta          |  |
|                  | Canário                    |  |
|                  | Eleuterio Santos           |  |
|                  | Marcelino Martínez         |  |
|                  | Juan Manuel Villa          |  |
|                  | Carlos Lapetra             |  |
|                  |                            |  |
| Entraîneur :     |                            |  |
| Ferdinand Daučík |                            |  |

| Titulaires : |                     |  |
|              |                     |  |
| 1            | Salvador Sadurní    |  |
|              | Julio César Benítez |  |
|              | Eladio Silvestre    |  |
|              | Ramón Montesinos    |  |
|              | Francisco Gallego   |  |
|              | Antoni Torres       |  |
|              | Pedro Zaballa       |  |
|              | Lucien Muller       |  |
|              | José Antonio Zaldúa |  |
|              | Josep Maria Fusté   |  |
|              | Luis Vidal          |  |
|              |                     |  |
| Entraîneur : |                     |  |
| Roque Olsen  |                     |  |

| Titulaires :     |                            |  |
|                  |                            |  |
| 1                | Enrique Yarza (en)         |  |
|                  | José Ramón Irusquieta (en) |  |
|                  | Severino Reija             |  |
|                  | Antonio Pais               |  |
|                  | Paco Santamaría            |  |
|                  | José Luis Violeta          |  |
|                  | Canário                    |  |
|                  | Eleuterio Santos           |  |
|                  | Marcelino Martínez         |  |
|                  | Juan Manuel Villa          |  |
|                  | Carlos Lapetra             |  |
|                  |                            |  |
| Entraîneur :     |                            |  |
| Ferdinand Daučík |                            |  |

### Match retour
| Titulaires :     |                            |  |
|                  |                            |  |
| 1                | Enrique Yarza (en)         |  |
|                  | José Ramón Irusquieta (en) |  |
|                  | Severino Reija             |  |
|                  | Antonio Pais               |  |
|                  | Paco Santamaría            |  |
|                  | José Luis Violeta          |  |
|                  | Canário                    |  |
|                  | Eleuterio Santos           |  |
|                  | Marcelino Martínez         |  |
|                  | Juan Manuel Villa          |  |
|                  | Carlos Lapetra             |  |
|                  |                            |  |
| Entraîneur :     |                            |  |
| Ferdinand Daučík |                            |  |

| Titulaires : |                     |  |
|              |                     |  |
| 1            | Salvador Sadurní    |  |
|              | Foncho              |  |
|              | Eladio Silvestre    |  |
|              | Ramón Montesinos    |  |
|              | Francisco Gallego   |  |
|              | Antoni Torres       |  |
|              | Pedro Zaballa       |  |
|              | Pedro Mas           |  |
|              | José Antonio Zaldúa |  |
|              | Josep Maria Fusté   |  |
|              | Lluís Pujol         |  |
|              |                     |  |
| Entraîneur : |                     |  |
| Roque Olsen  |                     |  |

| Titulaires :     |                            |  |
|                  |                            |  |
| 1                | Enrique Yarza (en)         |  |
|                  | José Ramón Irusquieta (en) |  |
|                  | Severino Reija             |  |
|                  | Antonio Pais               |  |
|                  | Paco Santamaría            |  |
|                  | José Luis Violeta          |  |
|                  | Canário                    |  |
|                  | Eleuterio Santos           |  |
|                  | Marcelino Martínez         |  |
|                  | Juan Manuel Villa          |  |
|                  | Carlos Lapetra             |  |
|                  |                            |  |
| Entraîneur :     |                            |  |
| Ferdinand Daučík |                            |  |

| Titulaires : |                     |  |
|              |                     |  |
| 1            | Salvador Sadurní    |  |
|              | Foncho              |  |
|              | Eladio Silvestre    |  |
|              | Ramón Montesinos    |  |
|              | Francisco Gallego   |  |
|              | Antoni Torres       |  |
|              | Pedro Zaballa       |  |
|              | Pedro Mas           |  |
|              | José Antonio Zaldúa |  |
|              | Josep Maria Fusté   |  |
|              | Lluís Pujol         |  |
|              |                     |  |
| Entraîneur : |                     |  |
| Roque Olsen  |                     |  |